# Warboys
Warboys – wieś i civil parish w Anglii, w hrabstwie Cambridgeshire, w dystrykcie Huntingdonshire. Leży 26 km na północny zachód od miasta Cambridge i 100 km na północ od Londynu. W 2001 miejscowość liczyła 3704 mieszkańców. W 2011 roku civil parish liczyła 3994 mieszkańców. Warboys jest wspomniana w Domesday Book (1086) jako Wardebusc.